# Seven Days Walking (Day 4)
Seven Days Walking (Day 4) è un album di Ludovico Einaudi pubblicato il 21 giugno 2019, quarta parte del progetto Seven Days Walking.
Ascent è stato pubblicato come singolo il 31 maggio 2019 e View from the Other Side il 14 giugno 2019.

## Tracce
1. Low Mist Var. 1 – 2:30
2. Cold Wind Var. 1 – 3:29
3. A Sense of Symmetry – 2:36
4. Gravity Var. 1 – 5:29
5. Fox Tracks – 3:39
6. Low Mist Var. 2 – 5:16
7. Campfire – 3:46
8. Cold Wind Var. 2 – 5:15
9. Matches – 2:45
10. View from the Other Side – 4:24
11. Full Moon – 3:05
12. Ascent – 5:03

Durata totale: 47:17

## Formazione
- Ludovico Einaudi: Piano
- Federico Mecozzi: Violino,Viola
- Redi Hasa: Cello